# Castilleja pallescens
Castilleja pallescens là loài thực vật có hoa thuộc họ Cỏ chổi. Loài này được (A.Gray) Greenm. mô tả khoa học đầu tiên năm 1898.

## Hình ảnh

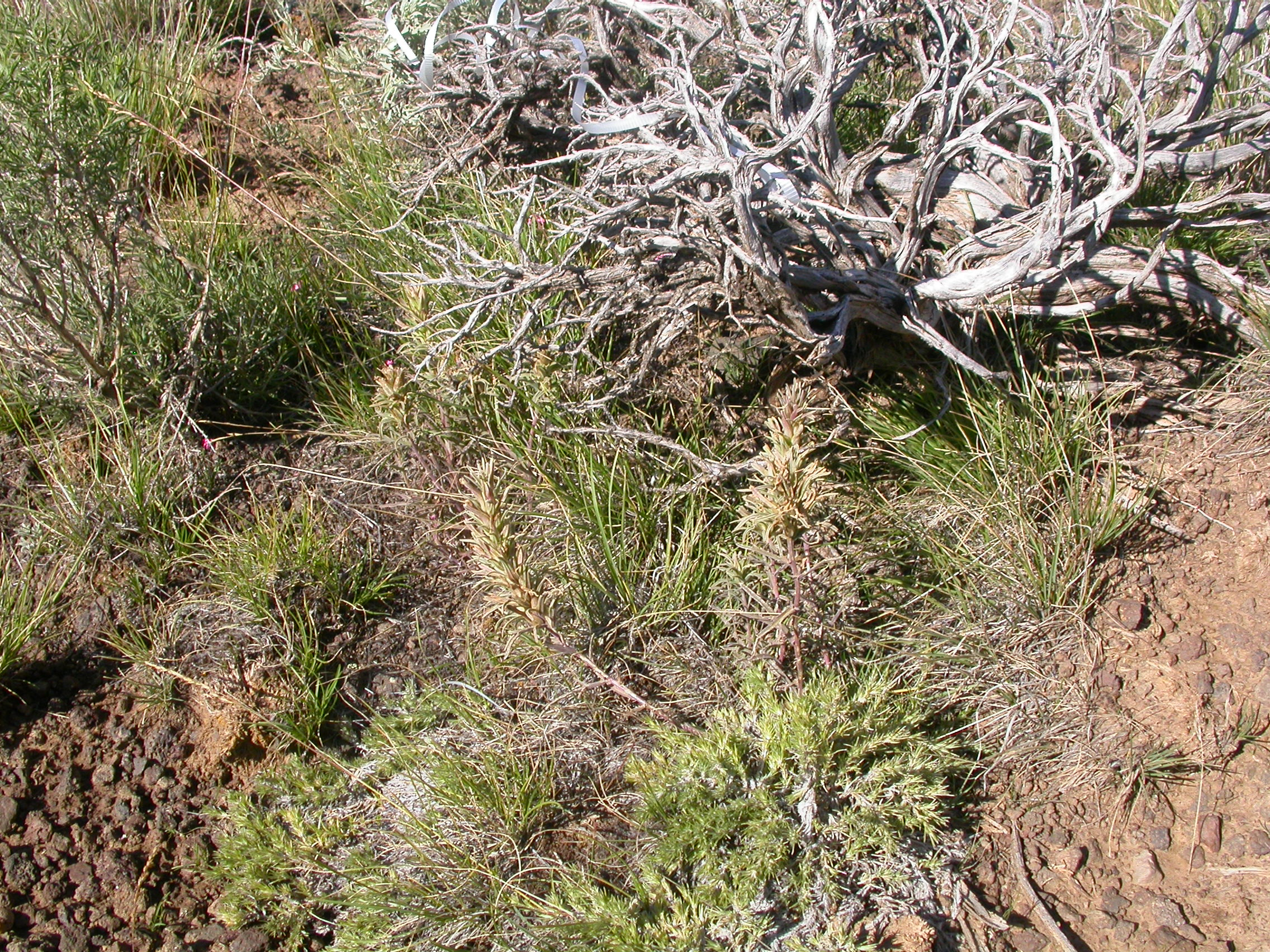
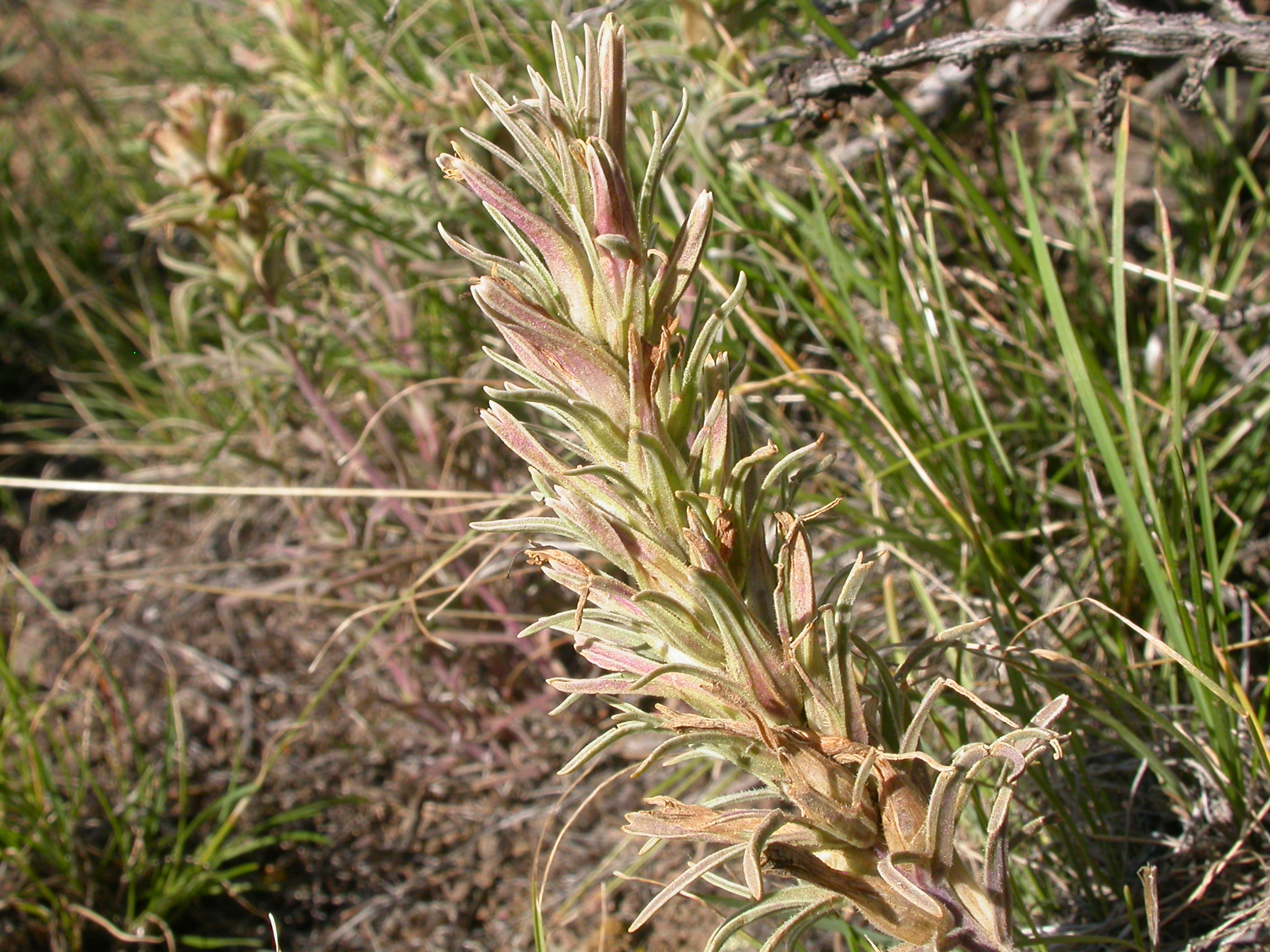
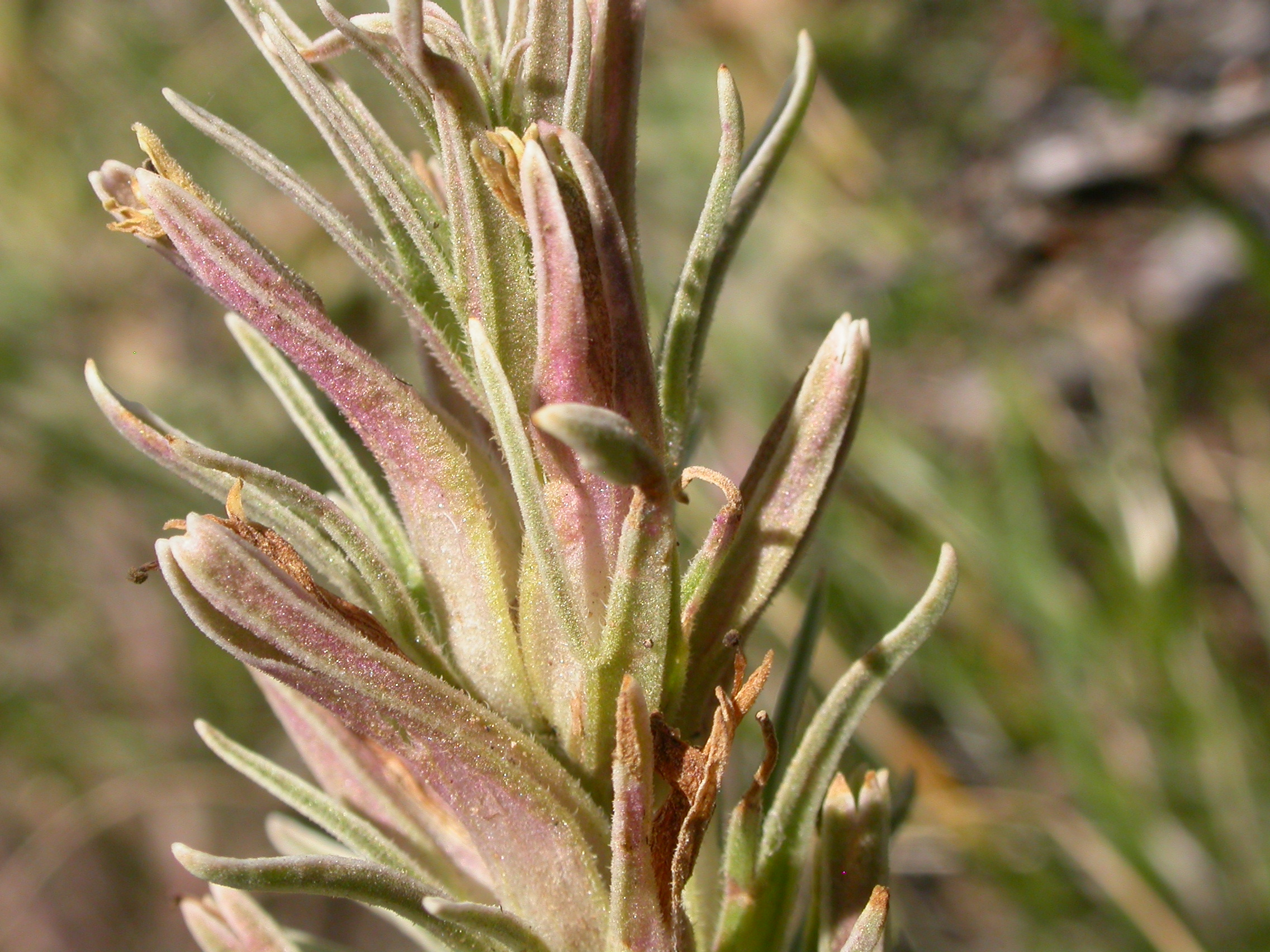
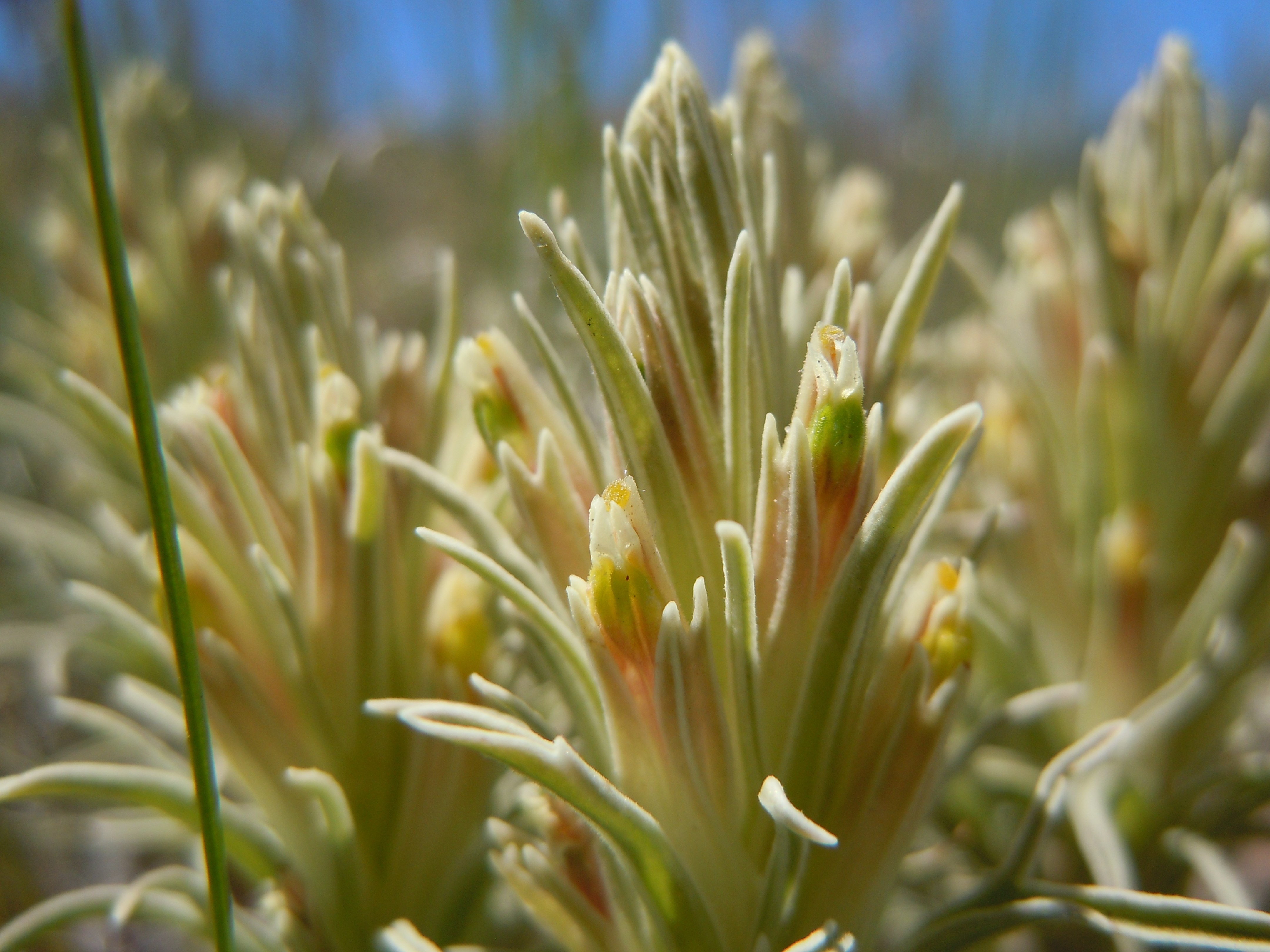